# Burgstall Enzelberg
Der Burgstall Enzelberg ist eine abgegangene Höhenburg auf dem „E(A)nzelberg“ bei Haag, einem Gemeindeteil der niederbayerischen Gemeinde Niederaichbach im Landkreis Landshut. Die Anlage wird als Bodendenkmal unter der Aktennummer D-2-7340-0194 als „Burgstall des Mittelalters“ geführt. 

## Beschreibung
Der Burgstall Enzelberg liegt an einem Isarsteilhang 650 m nordwestlich von Haag; 180 m östlich von ihm befindet sich die Abschnittsbefestigung Schlösselberg  und 350 m nördlich der Burgstall Schlösselberg. Die Fläche des Burgstalls ist zwischen 15 und 20 m breit und etwa 180 m lang. Befestigungselemente sind nach Südwesten und Nordosten zu finden. In der Mitte befindet sich ein 20 m breiter und 30 m langer Innenraum, dessen Flanken nach Nordwesten zur Isar hin um 45 m und nach Südosten zu einem Hohlweg um 30 m steil abfallen. Der Platz ist nach dem Spornende nach NO durch zwei Wälle mit davorliegenden Gräben abgesichert; diese laufen in den Steilhängen aus. Auch im Südwesten, der eigentlichen Zugangsseite, sind solche Befestigungselemente vorhanden.  Der Innenraum wird hier von einem Randwall abgeschlossen, der zu einem breiten Graben abfällt. An diesen schließt ein starker Wall an, in dessen oberem Drittel sich innen eine breite Berme befindet. Der Hauptwall fällt um 5 m zum äußeren Graben ab. Auf der Ostseite verläuft ein Weg mit einer Abgabelung zu dem Innenraum, ebenso auf der Westseite, der von einem schwach ausgeprägten Randwall begleitet wird.